# Plus bleu...
 (mars 2025).
Albums de Charles Aznavour
Charles Aznavour au Carnegie Hall
(1995) Jazznavour
(1998)
Singles
1. Plus bleu que tes yeux (hors commerce)
Sortie : 1997
2. Amour amer (hors commerce)
Sortie : 1997
3. Le droit des femmes (hors commerce)
Sortie : 1997

Plus Bleu... est le 42e album studio français de Charles Aznavour. Il est sorti en 1997.

## Liste des chansons
| No  | Titre                                  | Auteur                                      | Durée |
| --- | -------------------------------------- | ------------------------------------------- | ----- |
| 1.  | Plus bleu que tes yeux                 | Charles Aznavour                            | 3:03  |
| 2.  | Gitana gitana                          | Charles Aznavour                            | 2:33  |
| 3.  | Dis-moi que tu m'aimes                 | Charles Aznavour                            | 2:42  |
| 4.  | Le droit des femmes                    | Charles Aznavour                            | 4:27  |
| 5.  | Avant de t'aimer                       | Max Pantera / Charles Aznavour              | 3:49  |
| 6.  | Les Caraïbes                           | Jacques Plante / Charles Aznavour           | 4:55  |
| 7.  | Amour amer                             | Charles Aznavour                            | 2:46  |
| 8.  | Au piano bar                           | Charles Aznavour                            | 4:49  |
| 9.  | Les images de la vie                   | Charles Aznavour                            | 4:30  |
| 10. | La Yiddishe mama                       | Jack Yellen; Charles Aznavour / Len Pollack | 3:22  |
| 11. | De déraison en déraison                | Charles Aznavour                            | 3:17  |
| 12. | Ma dernière chanson pour toi           | Charles Aznavour                            | 3:12  |
| 13. | Les enfants                            | Pierre Delanoë / Charles Aznavour           | 2:26  |
| 14. | Nous nous reverrons un jour ou l'autre | Jacques Plante / Charles Aznavour           | 3:44  |
| 15. | Ce métier                              | Charles Aznavour                            | 4:00  |